# Owen Owen
Owen Owen was een in Liverpool gevestigde exploitant van warenhuizen in het Verenigd Koninkrijk en Canada. Het begon met een stoffenwinkel in Liverpool en groeide uit tot een keten van warenhuizen, vaak door overname van concurrerende retailers. Het bedrijf bleef tot in de jaren 1980 onder controle van de familie Owen/Norman, en het merk werd in 2007 niet meer gebruikt.

## Geschiedenis
Owen Owen werd geboren op 13 oktober 1847 in Cwmrhaeadr nabij Machynlleth op het meest westelijke puntje van Montgomeryshire, Wales. Zijn familie bestond uit boeren in de heuvels. De Welshe landbouw floreerde tijdens de Napoleontische oorlogen, toen de import van voedsel werd beperkt. Na de oorlog was er echter zo'n ernstige depressie dat in 1838 de boerderij, die al generaties lang hun thuis was, moest worden verhypothekeerd en het jaar daarop moest worden verkocht. Owen Owen was het eerste kind van de tweede vrouw van zijn vader (Esther Elizabeth Evans), maar zij stierf na de geboorte van haar zesde kind, toen Owen Owen pas acht was. Zijn moeder had een broer, Samuel Evans (ca. 1817-1885), die hulp nodig had bij het runnen van zijn stoffenwinkel in Bath. Daarop ging Owen Owen naar Bath en zijn oom gaf hem zowel een thuis als een opleiding. Hij volgde zijn opleiding aan het Wesleyan College in Taunton en begon in 1860 te werken in de winkel van zijn oom.
In 1868, op 20-jarige leeftijd, opende Owen Owen met wat hulp van oom Samuel zijn eigen stoffenwinkel op London Road 121 in Liverpool, dicht bij de plek waar de broer van zijn vader, Robert, een winkel had gehad op nummer 93. In 1873 had Owen Owen meer dan 120 werknemers, waarvan velen uit Wales, en een kwart hectare vloeroppervlak.  Owen Owen was geïnteresseerd in het welzijn van zijn personeel. Hij was niet alleen de eerste werkgever in Liverpool die zijn personeel elke week een halve dag vrij gaf, maar richtte ook een trustfonds op voor gepensioneerde werknemers. In de jaren 1880 begon hij te investeren in andere ondernemingen, waaronder spoorwegen, en in 1889 werd hij directeur van Evans & Owen Ltd in Bath, de winkel die door zijn oom was opgericht. Na zijn huwelijk verhuisde hij in 1891 naar Londen, maar bleef wel de winkel in Liverpool runnen, die uitgroeide tot een van de grootste winkels in Noord-Engeland. Hij investeerde ook in veel andere winkels en landgoederen. Owens dochter trouwde later met een Norman-familie uit Liverpool, en dat gebeurde onder leiding van Duncan Norman, en daarna zijn zoon John, die het bedrijf vanaf de jaren twintig zou leiden.
In zijn privéleven was hij een actieve supporter van veel Welshe organisaties. Hij stierf op 27 maart 1910 in Londen aan kanker op 62-jarige leeftijd.

## Uitbreiding en ineenstorting
Owen Owen opende een stoffenwinkel op London Road 121 in Liverpool. In de loop der jaren breidde de winkel zich uit, maar in de jaren 1920, toen de nadruk van de detailhandel in de stad verschoof van het gebied rond London Road, leende de familie Owen het bedrijf geld om te verhuizen naar een betere locatie op Clayton Square. Daar werd een groot, speciaal gebouwd warenhuis (oorspronkelijk ontworpen als luxehotel) neergezet. Het bedrijf kocht vervolgens de rivaliserende keten TJ Hughes, na een bezoek van de toenmalige voorzitter Duncan Norman, en verplaatste de winkel van dat bedrijf in Liverpool naar de lege panden aan de London Road. 
Owen Owen breidde zijn bedrijf uit door in 1937 een winkel in Coventry te bouwen en Frederick Matthews in Preston te kopen. Op 5 februari 1939 werd de winkel in Coventry door de IRA S-Plan-campagne met brandbommen aangevallen. Er vielen geen slachtoffers, maar op 25 augustus 1939 vielen er vijf doden en 70 gewonden door een fietsbom  in de buurt van de winkel. Het oorspronkelijke Owen Owen-gebouw bleef open totdat het op 14 november 1940 werd getroffen door een brandbom tijdens de Blitz op Coventry. Na de oorlog bleef Owen Owen uitbreiden door in 1951 G.W. Robinson Ltd in Canada te kopen en andere winkels aan de Britse portefeuille toe te voegen, terwijl de winkels in Coventry en Southampton werden herbouwd. 
Een dochteronderneming, Plumb (Contract Furnishers and Shopfitters) Ltd., werd opgericht vanuit haar eigen winkelinrichtingsafdeling en had kantoren aan Bishop Street, Coventry en Kempston Street in Liverpool. In 1973 won het bedrijf een overnamestrijd om de South West warenhuisgroep James Colmer, tegen English Calico en haar dochteronderneming Hide & Co. De overname van James Colmer zorgde ervoor dat de winst steeg van £ 7.181.000 in 1972 naar £ 10.300.000 in 1973. In 1976 kocht het bedrijf acht winkels van de Maple Macowards-groep, waaronder J.H. Stringer en W.J. Wade, en voltooide een ruil met House of Fraser, waarbij Wrights in Richmond werd geruild voor de House of Fraser-winkel in Doncaster. In 1979 exploiteerde het bedrijf 19 warenhuizen met de merknaam Owen Owen of onder de oorspronkelijke naam, maar met als slogan Owen Owen-winkel. Het exploiteerde ook drie TJ Hughes-winkels in het Verenigd Koninkrijk en zeven G.W. Robinson-winkels in Canada. 
In de jaren 1980 verkocht de familie Owen de zaak. G.W. Robinson werd in 1982 verkocht aan de Canadese zakenlieden Joseph Segal en John Levy, terwijl TJ Hughes werd afgesplitst als een aparte entiteit. In 1991 kocht het bedrijf verschillende Lewis's-winkels van de curator (niet te verwarren met John Lewis) en stond het kortstondig bekend onder de handelsnaam 'Lewis's Owen Owen', voordat het in 1994 werd overgenomen door Philip Green.
In 1995 lanceerde Green het merk "Kid's HQ" in vier van zijn Lewis's en Owen Owen winkels. Het bedrijf werd vervolgens van zijn activa ontdaan, wat de sluiting van het vlaggenschip van Owen Owen in Liverpool omvatte, en werd teruggebracht van twaalf winkels naar één, Lewis's in Liverpool, na de verkoop van veel winkels aan andere ketens, waaronder Allders en Debenhams.
Begin 2005 verkocht Philip Green zijn belang in de onderneming aan David Thompson, die een nieuwe fase van expansie bij Owen Owen begon door Joplings en Robbs over te nemen van de Merchant Retail Group en Esslemont & Macintosh te kopen van de familie Esslemont.  De merknaam Owen Owen werd niet meer gebruikt, maar bleef de naam van de werkmaatschappij.
......Op 28 februari 2007 trad Owen Owen onder curatele.  Een van de redenen die werd gegeven voor de ondergang van het bedrijf was de verstoring die werd veroorzaakt door de Big Dig, een reeks regeneratieprojecten in het stadscentrum van Liverpool.  De Esslemont & MacIntosh-winkel in Aberdeen werd op 5 mei 2007 gesloten.  In dezelfde maand werden de winkels in Liverpool, Hexham en Sunderland als een doorlopende onderneming verkocht aan Vergo Retail Ltd., dat werd gecontroleerd door de vorige eigenaar van Owen Owen, David Thompson, waardoor de winkels konden blijven bestaan. 

## Voormalige vestigingen en dochterondernemingen

### Owen Owen
- Liverpool, opgericht in 1868 aan London Road; in 1925 verhuisd naar Clayton Square; gesloten in 1996
- Basingstoke, The Malls, opened 1981; closed 1992
- Bath, voorheen James Colmer , de oorspronkelijke naam bleef behouden op de gegoten raamkozijnen en glaspanelen op de boeiboord na aankoop in 1973; gesloten in 1991; begane grond en gedeeltelijke eerste verdieping herontwikkeld als commerciële units, terwijl de rest van het gebouw werd omgebouwd tot woongebruik
- Birkenhead, geopend in 1959; in 1965 omgezet naar het TJ Hughes-formaat
- Blackpool, geopend in 1946; in 1965 overgedragen aan TJ Hughes. De winkel was gevestigd op 12–16 Bank Hey Street.
- Brighton, voorheen W.J. Wade, gekocht in 1975; gesloten in 1981
- Bristol, voorheen W. Morgan, verworven met de aankoop van James Colmer; gesloten in 1973
- Chester, voorheen Richard Jones, gekocht in 1960; kruideniers- en delicatessenzaak William Jones, handelend in de 'Three Old Arches', werd later gekocht en opgenomen in de winkel als een food hall; gesloten in 1999
- Colwyn Bay, voorheen W.S. Wood, gekocht in 1975; gesloten 1981
- Coventry, City Centre, geopend in 1937; verwoest in de Blitz van 1940; nieuw gebouw voltooid in 1954; gesloten in 1996  Was toen een Allders. Sinds 2005 gerund door Primark.
- Crawley, County Mall, geopend in 1992; gesloten in 1994
- Doncaster, voorheen Verity & Sons, gekocht in 1950; verkocht aan House of Fraser in 1976
- Erdington, voorheen W.M. Taylor & Sons, gekocht in 1971; gesloten in 1977. De winkel was gevestigd op 210-216 High Street
- Evesham, voorheen Hamilton & Bell, gekocht in 1975; gesloten in 1982
- Hereford, Commercial Street, voorheen een filiaal van Hamilton & Bell; overgenomen in 1975; gesloten in 1979
- Ilford, The Exchange, geopend in 1991; gesloten in 1996
- Ipswich, Buttermarket, geopend in 1992; gesloten in 1996
- Kidderminster, Swan Walk, voorheen een filiaal van Hamilton & Bell; overgenomen in 1975; gesloten in 1992; overgedragen aan TJ Hughes
- Newport, voorheen Reynolds, gekocht in 1975; gesloten in 1989
- North Finchley, voorheen Priors, gekocht in 1963; gesloten in 1993
- Preston, voorheen Frederick Matthew, gekocht in 1937; gesloten in 1989
- Redditch, Kingfisher Centre, geopend in 1980; gesloten in 1996
- Richmond, voorheen Wright Brothers, gekocht van House of Fraser in 1976; gesloten in 1990
- Shrewsbury, voorheen R Maddox & Co, gekocht in 1976 van Macowards; gesloten in 1990
- Slough, voorheen Suters, gekocht in 1978; gesloten in 1996
- Southampton , voorheen E. Mayes & Son, gekocht in 1949; gesloten in 1994
- Stourbridge , voorheen J.H. Stringer, gekocht in 1975; gesloten in 1990;  het gebouw, waarvan een deel begon als bioscoop en werd omgebouwd voor gebruik door Stringers, werd in 1995 gesloopt
- Taunton , voorheen Clements & Brown, verworven met de aankoop van James Colmer in 1973; gesloten in 1979
- Uxbridge , voorheen Suters, gekocht in 1978; gesloten in 1998
- Weston-super-Mare , voorheen B.T. Butter, verworven met de aankoop van James Colmer in 1973; gesloten in 1993
- Wolverhampton , Mander Centre, geopend in 1968; gesloten in 1991; overgedragen aan TJ Hughes; later werd op de locatie een nieuwe winkel voor Debenhams gebouwd, die in 2020 sloot

### T.J. Hughes
- Liverpool, London Road
- Birkenhead, in 1965 overgedragen van Owen Owen
- Blackpool, overgedragen van Owen Owen in 1965; gesloten in 1971; pand verkocht aan W.H, Smith
- Bootle, geopend in 1968
- Kidderminster, overgedragen van Owen Owen
- Leicester, geopend in 1967; gesloten in 1969
- St. Helens, geopend in 1988
- Wolverhampton, overgedragen van Owen Owen

### Lewis's
Overgenomen in 1991.
- Liverpool
- Hanley, Stoke-on-Trent
- Leeds
- Leicester
- Manchester
- Oxford

### Andere warenhuizen
- Aberdeen, Esslemont & Macintosh, gekocht in 2005, gesloten in 2007
- Hexham, Robbs, gekocht in 2005
- Southport, Boothroyds, gekocht in 1990, gesloten in 1993
- Southport, Broadbents, gekocht in 1990, gesloten in 1993
- Sunderland, Joplings, gekocht in 2005

## Voormalige G.W. Robinson-winkels in Canada
- Burlington Centre, Burlington, Ontario
- Centre Mall, Hamilton, Ontario
- James Street South, Hamilton, Ontario
- Eastgate Square, Hamilton, Ontario
- Lime Ridge Mall, Hamilton, Ontario
- The Pen Centre, St. Catharines
- Niagara Square Shopping Centre, Niagara Falls, Ontario
- Conestoga Mall, Waterloo, Ontario

## Het Owen Owen Trustfonds
Het trustfonds blijft bestaan als een geregistreerde liefdadigheidsinstelling, die degenen ondersteunt die voorheen in dienst waren bij een bedrijf in de Owen Owen-groep, samen met hun echtgenoten en hun gezinsleden. 